# Verbindungsoffizier
Verbindungsoffiziere bzw. Verbindungsstabsoffiziere, (VerbOffz, VerbStOffz, auch VO) sind im militärischen Kontext Offiziere, deren Aufgabe das Halten und Pflegen von dienstlichen Kontakten ist, insbesondere der Austausch von Informationen mit zivilen Stellen oder Organisationen oder anderen militärischen, zwischen denen kein Über-/Unterordnungsverhältnis besteht. Aufbau und Halten von Verbindung ist eine Grundvoraussetzung für eine erfolgreiche vernetzte Operationsführung.
Derartige Verbindung können beispielsweise bestehen zu
- anderen Teilstreitkräften der eigenen Streitkräfte,
- zivilen Stellen des eigenen Landes (z. B. zum Bundespräsidialamt),[4]
- zivilen Dienststellen und Behörden auf der Ebene der Regierungsbezirke und Landkreise im Rahmen der Zivil-Militärischen Zusammenarbeit,[1] (Beauftragter der Bundeswehr für die Zivil-Militärische Zusammenarbeit)
- Landstreitkräften, Luftstreitkräften oder Seestreitkräften anderer Nationen,
- multinationalen Einrichtungen oder Kommandobehörden.

Verbindungsoffiziere sind Angehörige der entsendenden Verbände/Einrichtungen/Nationen. Sie tauschen Informationen aus und stellen Fachexpertise der entsendenden Bereiche bereit. Meist sorgen sie für einen „kurzen Draht“ zwischen den Organisationen. Besondere Bedeutung erhalten die Verbindungsoffiziere unter anderem bei der zivil-militärischen Zusammenarbeit und bei der Durchführung gemeinsamer Militäroperationen. Expertise und Professionalität der Verbindungsoffiziere ist eine wesentliche Voraussetzung für den Erfolg integrierter Operationen.
Für bestimmte Schnittstellenfunktionen gibt es eigene Bezeichnungen, beispielsweise:
- Heeresverbindungsoffizier (HVO)  (englisch Ground Liaison Officer (GLO)) für die Verbindung von Landstreitkräfte zu Luftstreitkräften[5]
- Luftwaffenverbindungsoffizier (englisch Air Liaison Officer (ALO)) für die Schnittstelle Luftstreitkräfte zu Landstreitkräften[5]

Wenn der Umfang der Verbindungsaufgaben nicht von nur einer Person bewältigt werden kann, werden Verbindungskommandos (englisch Liaison Elements) eingerichtet. Für das Zusammenwirken von Luft- und Landstreitkräften sind das z. B. die Air Operations Coordination Centre (AOCC) und Battlefield Coordination Elements (BCE). Für die Koordination von Operationen der Seeluftstreitkräfte mit denen der Luftstreitkräfte kann ein Maritime Air Liaison Element (MALE) entsandt werden.
Bei der Bundeswehr hat es sich eingebürgert, Verbindungsoffiziere wie in den USA auch LNO (Liaison Officer) zu nennen, während die NATO-Abkürzung LO lautet.
Nicht nur militärische Dienststellen entsenden Verbindungsoffiziere. Diese Funktion gibt es z. B. auch bei Nachrichtendiensten.